# 扇淵村
扇淵村（おうぎふちむら）は、秋田県山本郡にあった村。現在の能代市中部、米代川左岸、東能代駅の東側一帯にあたる。

## 地理
- 河川：米代川

## 歴史
- 1889年（明治22年）4月1日 - 町村制の施行により、山本郡扇田村・鰔淵村の区域をもって扇淵村が発足。
- 1942年（昭和17年）4月1日 - 能代市に編入。同日扇淵村廃止。

## 交通

### 鉄道路線
鉄道省
- 奥羽本線・五能線：機織駅（現・東能代駅）

### 道路
現在は旧村域を琴丘能代道路が通過するが、当時は未開通。